# Greußenheim
Greußenheim là một đô thị ở huyện Würzburg bang Bayern, Đức.